# Leonor de Zúñiga y Guzmán
Leonor de Zúñiga y Guzmán también conocida como Leonor de Guzmán y Zúñiga (Plasencia hacia 1472 - Sevilla 1522) fue una noble española de la Casa de Zúñiga.
Segunda esposa del V conde de Niebla, III duque de Medina Sidonia Juan Alonso de Guzmán, a la muerte de su esposo en 1507 y de Enrique en 1513, hijo primogénito del primer matrimonio de su esposo, supo defender los derechos de sucesión de sus hijos contra la fuerza armada de Juan Téllez Girón, II conde de Ureña, padre de María Girón y esposa de Enrique.
Defendió su casa contra la conspiración de Juan de Figueroa en 1520, cabeza de la rebelión de la comunidad de Andalucía contra el yugo de los impuestos y pechos y ayudó a su hermano Antonio de Zúñiga y Guzmán, prior de la Orden de San Juan de Jerusalén en la lucha contra el ejército de los comuneros de Castilla.

## Filiación
Hija de Pedro de Zúñiga y Manrique de Lara, I conde de Ayamonte, II conde de Bañares, y de su esposa Teresa de Guzmán, hija de Juan Alonso de Guzmán, III conde de Niebla, I duque de Medina Sidonia, y de su esposa Elvira de Guzmán. 
Leonor se casó en 1499 con su primo hermano Juan Alonso Pérez de Guzmán, primogénito de Enrique de Guzmán y Meneses, IV conde de Niebla, II duque de Medina Sidonia, señor de Gibraltar, y de su esposa Leonor de Ribera y Mendoza, I condesa de los Molares.
Juan Alonso era viudo de Isabel de Velasco, hija de los II condes de Haro, Pedro Fernández de Velasco y de su esposa Mencia de Mendoza y Figueroa, teniendo en su primer matrimonio cuatro hijos: Enrique, su primogénito, casado con María Girón "la Menor", Leonor casada con Jaime IV duque de Braganza, Mencia casada con el hermano de su cuñada María, Pedro Girón, III conde de Ureña, e Isabel religiosa.
Fruto del matrimonio entre Juan Alonso y Leonor, nacieron: 
- Alonso "el Fatuo", casado con Ana de Aragón.
- Juan Alonso, casado con la viuda de su hermano, Ana de Aragón.
- Pedro, I conde de Olivares, casado con Francisca Niño de Ribera
- Leonor, casada con Pedro Girón de la Cueva, V conde de Ureña y I duque de Osuna
- Félix, hijo póstumo, que falleció siendo niño.[1]

La dispensa por consanguinidad la recibieron Leonor y Juan Alonso después de consumado el matrimonio, por breve del papa Alejandro VI del 13 de abril de 1500 y por real cédula del 4 de octubre de 1504 se le concedió al duque Juan Alonso perdón por haber cometido incesto con su mujer antes de tener la dispensa para casarse.

## Lucha por la sucesión de la casa ducal de Medina Sidonia
Su esposo Juan Alonso de Guzmán heredo los títulos y estados de su casa a la muerte de su padre Enrique acaecida el 25 de agosto de 1492 y vino a ser V conde de Niebla, III duque de Medina Sidonia. Los Reyes Católicos le concedieron a Juan Alonso el título de marqués de Cazaza en 1497. Al fallecimiento de su esposo Juan Alonso acaecido el 10 de julio de 1507, vino a suceder en los títulos y estados Enrique de Guzmán y Velasco, hijo del primer matrimonio de Juan Alonso, niño de 13 años de edad, prometido en 1506 con María Girón “la Menor”, hija de Juan Téllez Girón, II conde de Ureña, y de su esposa Leonor de la Vega Velasco.
En su testamento el duque Juan Alonso autorizaba a la duquesa viuda Leonor cobrar todas las rentas del mayorazgo de sus hijos Alonso y Juan Alonso, hasta que las legítimas de ellos se cumplieran y había de recibir la mitad del tesoro ducal depositado en Niebla, la otra mitad heredaba el duque Enrique.
Durante la minoría de edad del duque Enrique se nombró tutores a Leonor, su madrastra, a su cuñado Pedro Girón, a Per Afán de Ribera, Juan de Barahona y Antón Rodríguez. De la tutela de Pedro Girón, quien tomó la gobernación de los estados del duque Enrique, y de su rebeldía contra el gobernador de Castilla, el rey Fernando II de Aragón "el Católico" surgieron las dificultades en el ducado de Medina Sidonia. Pedro Girón hizo realizar el matrimonio del duque Enrique con su hermana María "la Menor" en 1508 sin consentimiento real. Pedro Girón fue desterrado por el rey Fernando II. Pedro Girón huyó acompañado del duque Enrique a Portugal. El rey Fernando II ordenó la ocupación de las villas y fortalezas del ducado de Medina Sidonia. El asalto de la villa de Niebla en noviembre de 1508 demostró la afirmación de la autoridad regia. A finales de 1512 el rey Fernando II perdona a Pedro Girón y le obliga a volver de Portugal con el duque Enrique.
A la prematura muerte de Enrique de Guzmán y Velasco, VI conde de Niebla, IV duque de Medina Sidonia, II marqués de Cazaza, a la edad de 18 años en la villa de Osuna el 20 de enero de 1513 sin dejar sucesión, se apoderó por fuerza de armas de los estados de Medina Sidonia Pedro Girón, esposo de Mencia, hermana del difunto Enrique, y comenzó a titularse duque de Medina Sidonia.
La duquesa viuda Leonor, mujer varonil y esforzada, que vivía en Sevilla con sus hijos, acudió al rey Fernando II de Aragón “el Católico”, regente de Castilla, pidiéndole poner en posición de sus estados a su hijo Alonso, legítimo heredero y sucesor de su medio hermano Enrique, conforme al testamento del duque Juan Alonso, su marido. El rey Fernando II dispuso que el conde de Tendilla, Iñigo López de Mendoza, con la gente de guerra de Granada y Andalucía viniera en ayuda de la duquesa viuda, Sabiendo esto y temiendo lo que le esperaba, renunció Pedro Girón en su propósito y entregó la ciudad de Medina Sidonia y sus fortalezas y las otras que tenía a los jueces del rey. El rey Fernando entregó la posesión de los estados del ducado de Medina Sidonia a la duquesa viuda Leonor en nombre de su hijo mayor el duque Alonso. El rey Fernando propuso por escrito el matrimonio de su nieta Ana de Aragón, hija del arzobispo de Zaragoza y regente del reino de Aragón, Alonso de Aragón (hijo natural del rey Católico en doña Aldonza Roig d'Alemany) y de Ana de Gurrea (hija de Juan de Gurrea, señor de Agravieso, y de su esposa Catalina de Gurrea) con Alonso de Guzmán y Zúñiga. La duquesa viuda Leonor disimuló con sagacidad y valor la inhabilidad para el matrimonio y el gobierno de su hijo Alonso, niño de 15 años. El matrimonio se celebró en Plasencia en diciembre de 1515 en presencia del rey Fernando II. A instancias del rey Fernando se inició en 1516 la anulación del matrimonio, conociéndose ya por la corte la incapacidad de Alonso, llamado "el Fatuo", impotente y oligofrénico. Leonor propuso a su segundogénito Juan Alonso como sucesor en el matrimonio con Ana y en los estados de su casa. La duquesa Leonor gobernó los estados de la casa de Medina Sidonia durante la minoría de edad del duque Juan Alonso, niño de 13 años.
El rey Fernando II de Aragón fallece el 23 de enero de 1516 y el 6 de febrero firman Juan Téllez Girón, II conde de Ureña, su hijo Pedro Girón y Rodrigo Ponce de León, I duque de Arcos, confederación de ayuda y mutua protección contra Alonso Pérez de Guzmán y Zúñiga, V duque de Medina Sidonia. En marzo de 1516 Pedro Girón intenta por segunda vez conquistar las villas de Medina Sidonia, de Sanlúcar de Barrameda y otras villas y fortalezas con la ayuda del duque de Arcos. La duquesa viuda Leonor con ayuda del arzobispo de Sevilla fray Diego de Daza envían a Fernando Ortíz de Zúñiga con su gente de guerra, quienes rechazan a los ofensores.
El emperador Carlos V permite en 1518 a Juan Alonso llevar los títulos y ejercer el gobierno de su casa. El desposorio de Juan Alonso y Ana se celebró en 1518. El pleito matrimonial de la duquesa Ana de Aragón con Alonso Pérez de Guzmán y Juan Alonso de Guzmán se sostuvo del 1516 al 1532 según carta del cardenal arzobispo de Sevilla, Alonso Manrique. La sentencia judicial sobre la nulidad del matrimonio del V duque de Medina Sidonia, Alonso Pérez de Guzmán y Zúñiga, con la duquesa Ana de Aragón por impotencia fue dada en 1532. El emperador Carlos V concede el 25 de abril de 1538 a Juan Alonso de Guzmán y Zúñiga los títulos y estados que hasta entonces los usaba y que había venido gobernando.

## Ayuda en la lucha contra la rebelión de los comuneros
En 1520 estalló la rebelión de los comuneros en las ciudades de España, conocida como la Guerra de las Comunidades de Castilla. También en Sevilla estalló la rebelión, conducida por Juan de Figueroa, hermano de Rodrigo Ponce de León, I duque de Arcos. Juan de Figueroa era un joven de espíritu inquieto, que logró tomar por asalto el Alcázar de Sevilla el 16.09.1520 asombrando a su alcaide y a sus guardas. La duquesa doña Leonor, como tutora de su hijo Juan Alonso, VIII conde de Niebla, VI duque de Medina Sidonia, que se encontraba enfermo, ayudada por su nuera la duquesa Ana, consigue organizar una fuerte hueste con sus vasallos, parientes y con la ayuda del arzobispo de Sevilla fray Diego Daza, que combatieron al siguiente día a los insurgentes en el Alcázar y al cabo de menos de tres horas restituyeron a su alcaide Jorge de Portugal, conde de Guelves. Por real cédula del emperador Carlos V del 12 de diciembre de 1520 son devueltas las villas y fortalezas retenidas a los duques de Medina Sidonia, por los servicios prestados en Sevilla.
Crecida la autoridad de la duquesa viuda Leonor, envía de Andalucía en febrero de 1521 con su hijo Pedro mil infantes, caballería y morteros de ayuda a su hermano Antonio de Zúñiga y Guzmán, prior de San Juan de Jerusalén, en la lucha contra el ejército de los comuneros del obispo rebelde de Zamora, Antonio Acuña, que se habían hecho fuertes en la ciudad de Toledo. Antonio lucha y vence a los comuneros en el Encuentro de Romeral en mayo de 1521 y en el asalto y toma de Toledo en febrero de 1522.
Sobre la fecha del fallecimiento de la duquesa Leonor existe confusión sobre la personalidad referida en los artículos de algunos autores publicados en internet.